# Oceanisch kampioenschap voetbal vrouwen 2007
Het OFC Vrouwenkampioenschap 2007 was de achtste editie van het OFC Vrouwenkampioenschap. Net als de vier voor gaande edities gold het voetbaltoernooi tevens als het OFC-kwalificatietoernooi voor het WK voor vrouwen. Het werd van 9 tot en met 13 april 2007 gehouden en vond plaats in Lae, Papoea-Nieuw-Guinea. Het Nieuw-Zeelands vrouwenvoetbalelftal won voor de derde keer het toernooi en plaatste zich voor de tweede keer voor het WK.
Nadat zes landen, de Cookeilanden, Fiji, Nieuw-Caledonië, de Salomonseilanden, Tahiti en Vanuatu zich hadden terugtrokken voor deelname, speelden de resterende vier landen daarop in één groep elk één keer tegen elkaar en de groepswinnaar was OFC-kampioen en plaatste zich voor het WK.

## Teams
- Nieuw-Zeeland
- Papoea-Nieuw-Guinea
- Samoa
- Tonga

## Wedstrijdresultaten
9 april 2007
| Nieuw-Zeeland       | 6-1 | Tonga |  |
| Papoea-Nieuw-Guinea | 6-1 | Samoa |  |

11 april 2007
| Nieuw-Zeeland       | 8-0 | Samoa |  |
| Papoea-Nieuw-Guinea | 1-0 | Tonga |  |

13 april 2007
| Papoea-Nieuw-Guinea | 0-7 | Nieuw-Zeeland |  |
| Tonga               | 0-0 | Samoa         |  |

## Eindstand
| Land                | Wed | Win | Gel | Ver | Pnt | DV | DT  |
| ------------------- | --- | --- | --- | --- | --- | -- | --- |
| Nieuw-Zeeland       | 3   | 3   | 0   | 0   | 9   | 21 | −1  |
| Papoea-Nieuw-Guinea | 3   | 2   | 0   | 1   | 6   | 7  | −8  |
| Tonga               | 3   | 0   | 1   | 2   | 1   | 1  | −7  |
| Samoa               | 3   | 0   | 1   | 2   | 1   | 1  | −14 |

| Kampioen: Nieuw-Zeeland (3e titel) |